# 孙嘉璐
孙嘉璐（1996年9月19日—），中国大陆女演员，出生于山东，毕业于北京电影学院，2022年入读香港浸会大学，代表作品有：爱情剧《出线了，初恋》、电影《浴血怀玉山》、综艺节目《超新星运动会》。

## 教育经历
2022年9月正式入读香港浸会大学文学院，成为2022级中国文学语言与文化专业全日制研究生，在香港浸大读研期间，孙嘉璐没有参加任何活动或拍戏工作，全身心投入学习，直到2023年12月顺利毕业，获得香港浸会大学全日制研究生毕业证书后才逐渐恢复工作。
2025年1月获得Homerton学院举办的博士后发展项目参与资格，被剑桥大学录取。

## 演艺经历
2015年，搭档乔振宇、李修贤、申军谊共同主演年代传奇历史剧《浴血重生》。6月，主演由潘小杨导演的26集电视剧《未婚爸爸》在成都拍摄。10月，孙嘉璐搭档钱泳辰、刘威、斯琴高娃、杨坤等共同主演的农村青春偶像喜剧《苦乐村官》在甘肃开机。
2016年5月，与权相佑、王耀庆、李念联袂主演电视剧《爱归来》。9月，搭档苗圃、冯恩鹤等主演谍战剧《孤战》，孙嘉璐在剧中饰演拥有童真与快乐的富家女孩丹丹。11月，与邓家佳、明道、白凡、王静、荣蓉、梁丽等联袂出演的电视剧《最亲最爱的人》在杭州开拍，孙嘉璐在剧中饰演善良、可爱、温柔又坚强孝顺的女孩卢景儿。
2018年，搭档陈子由、郑合惠子等联袂主演爱情剧《出线了，初恋》。10月，其主演的东方奇幻电影《画皮师2》在爱奇艺上映。
2020年3月，孙嘉璐主演的现实题材剧目《一个都不能少》在中央电视台综合频道黄金档播出。同年，孙嘉璐搭档厉嘉琪、毕雯珺、宋文作等联袂主演的古装励志轻喜剧《小女霓裳》。
2022年7月，孙嘉璐主演的网剧《战场来信》在横店开机，其在剧中担纲女主角白茹萍一角。
2024年，凭借影片《浴血怀玉山》获得第4届亚洲国际青年电影节“最具潜力女演员奖”。
2024年，孙嘉璐参加《超新星运动会第五季》，在女子15米射箭项目中以六箭59环（含五个十环）的佳绩夺得冠军，并打破了以往该赛事男女单人射箭的历史纪录。12月，孙嘉璐搭档张芷晴、欧阳卫熹、胡琳娜、姜钰嫣等主演的院线电影《浪花朵朵》开机。同年，孙嘉璐获得第五届泰国泰阳国际电影节“优秀女演员”奖。
2025年7月，孙嘉璐搭档袁姗姗主演电影《哀牢山迷境》于云南开机。

## 进军时尚圈
2025年3月，亮相中国国际时装周春季北京秀场，以角色和时尚双线表达高定美学。

## 影视作品

### 电视剧
| 年度   | 剧名         | 角色   | 备注                   |
| ------ | ------------ | ------ | ---------------------- |
| 2015年 | 浴血重生     | 黄仪佳 | 由马鲁剑执导           |
| 2015年 | 未婚爸爸     | 黎珊珊 | 中央电视台新影集团制作 |
| 2015年 | 苦乐村官     | 梅花   | 由导演白永成执导       |
| 2016年 | 爱归来       | 高明慧 | 由导演梦继执导         |
| 2016年 | 最亲最爱的人 | 卢景儿 | 由鄢颇执导             |
| 2018年 | 出线了，初恋 | 陆心怡 | 由沈文帅执导           |
| 2020年 | 一个都不能少 | 丁香   | 由白永成执导           |
| 2022年 | 战场来信     | 白茹萍 | 导演马鲁剑执导         |

### 电影
| 年度   | 片名       | 角色   | 备注                     |
| ------ | ---------- | ------ | ------------------------ |
| 2024年 | 浴血怀玉山 | 廖玉花 | 由马鲁剑执导             |
| 2024年 | 浪花朵朵   |        |                          |
| 2025年 | 哀牢山迷境 |        | 马凯执导，搭档演员袁姗姗 |

## 综艺节目
| 年度   | 节目名称               | 备注                 |
| ------ | ---------------------- | -------------------- |
| 2021年 | 《超新星运动会第四季》 | 女子射箭预赛第一名   |
| 2024年 | 《超新星运动会第五季》 | 女子15米射箭项目冠军 |

## 奖项
| 年份      | 颁奖典礼                 | 奖项             |
| --------- | ------------------------ | ---------------- |
| 2024年7月 | 第4届亚洲国际青年电影节  | 最具潜力女演员奖 |
| 2024年8月 | 第五届泰国泰阳国际电影节 | 国际优秀女演员奖 |